# Валокордин
Валокордин — комбінований лікарський препарат, заспокійливий та судинорозширювальний засіб (ATC код N05C B02), що містить фенобарбітал і етилбромізовалеріанат (етиловий ефір a-бромізовалеріанової кислоти). Близький за складом і дією до корвалолу: залежно від дози справляє седативний, гіпнотичний ефект, а в високих дозах виявляє наркотичну дію. Як і інші похідні барбітуратової кислоти, фенобарбітал, в основному, гальмує інгібіторну систему ретикулярної формації. Етилбромізовалеріанат має як спазмолітичні, так і седативні властивості. Валокордин(R) — заспокійливий засіб, який можна приймати у стані збудження, страху, нервозності, неврівноваженості та занепокоєння; сприятливо діє на діяльність перевантаженого та збудженого серця; добре переноситься організмом, якщо дотримуватися призначеного лікарем дозування. Прийом препарату ввечері або у великих лікувальних дозах сприяє сну, оскільки захищає від внутрішніх і зовнішніх впливів, які заважають сну, справляє слабкий гіпнотичний ефект. Валокордин застосовують при тривожних станах та постійному стресі.